# José I. Torralbas
José I. Torralbas (Matanzas, 1842-La Habana, 1903) fue un médico, botánico y académico cubano.

## Biografía
Nació el 23 de enero de 1842 en Matanzas. Abolicionista convencido, participó en las conspiraciones independentistas. Se vio obligado después del 10 de octubre de 1868 a emigrar a Puerto Rico y a Venezuela. En Caracas fue presidente de la Junta Revolucionaria Cubana. Al concluir la guerra de los Diez Años regresó a Cuba, pero permaneció alejado de la vida política, hasta el 24 de febrero de 1895, cuando volvió a conspirar y retornó al destierro para evitar las persecuciones del Gobierno español. En los Estados Unidos prestó servicios a la causa independentista cubana, hasta que el fin de la guerra le permitió el regreso definitivo a Cuba. Fundó entonces el Partido Nacional. Torralbas, que se recibió como médico en 1864, fue autor de artículos y obras sobre enfermedades de la infancia, cuestiones de higiene pública, historia natural, agricultura, temas de antropología, tétano traumático, problemas clínicos, paludismo, demografía, hidrología, difteria, crup, fiebre tifoidea, seroterapia, medicina legal, patología y pueblos satos. Publicó un estudio destinado a probar que la selección natural de las plantas se debía particularmente a sus relaciones con los insectos. Fue miembro de número de la Academia de Ciencias de la Habana desde el 8 de enero de 1871, socio de la Sociedad Antropológica y de la de Estudios Clínicos, catedrático auxiliar de la Escuela de Ciencias durante la intervención norteamericana (1900). Sustituyó a Carlos de la Torre en la cátedra de Biología y de Zoología, cuando este fue elegido representante. Falleció el 6 de diciembre de 1903 en La Habana.